# Söllingen
Söllingen är en kommun och ort i Landkreis Helmstedt i förbundslandet Niedersachsen i Tyskland. 
Kommunen bildades 1 november 2016 genom en sammanslagning av de tidigare kommunerna Söllingen, Ingeleben och Twieflingen i den nya kommunen Söllingen.
Kommunen ingår i kommunalförbundet Samtgemeinde Heeseberg tillsammans med ytterligare tre kommuner.